# 绮钩蛾属
绮钩蛾属（学名：Cilix）是鱗翅目钩蛾科的一属，喙退化，后足胫距两对，双翅白色，有或无斑纹。分布于非洲，欧洲和亚洲。